# First Off
First Off è un singolo del rapper statunitense Future, pubblicato il 12 febbraio 2019 come terzo estratto del settimo album in studio The Wizrd. Il brano vede la collaborazione del rapper Travis Scott.

## Composizione
First Off presenta una «base strumentale di gran impatto» con una «performance assonnata ma contagiosa di Future». Il testo della canzone tratta per lo più di soldi, droga e NBA, poiché sono presenti riferimenti a giocatori come Dwyane Wade, James Harden e Tracy McGrady.

## Classifiche

### Classifiche settimanali
| Classifica (2019) | Posizione massima |
| ----------------- | ----------------- |
| Canada            | 39                |
| Grecia            | 34                |
| Lituania          | 61                |
| Regno Unito       | 78                |
| Slovacchia        | 98                |
| Stati Uniti       | 47                |
| Svizzera          | 89                |